# Іван Мартін
Іван Мартін (ісп. Iván Martín, нар. 14 лютого 1999, Більбао) — іспанський футболіст, півзахисник клубу «Жирона».
Виступав за юнацькі збірні Іспанії.

## Клубна кар'єра
Народився 14 лютого 1999 року в місті Більбао. Вихованець юнацької команди «Торре-Пачеко», звідку 2012 року перебрався до академії «Вільярреала».
У дорослому футболі дебютував 2017 року виступами за «Вільярреал С», згодом грав за другу команду клубу, а свою єдину гру за головну команду «Вільярреала» провів у серпні 2018 в рамках Кубка Іспанії.
Протягом 2020–2021 років грав на правах оренди за друголіговий «Мірандес» та за «Алавес» в елітній Ла-Лізі.
На початку 2022 року уклав повноцінний контракт із «Жироною», якій допоміг за півроку здобути підищення з другого до першого іспанського дивізіону.

## Виступи за збірні
2014 року дебютував у складі юнацької збірної Іспанії (U-16), загалом на юнацькому рівні за команди різних вікових категорій взяв участь у 23 іграх, відзначившись 5 забитими голами.

## Статистика виступів

### Статистика клубних виступів
Станом на 3 січня 2024
| Сезон              | Команда            | Чемпіонат          | Чемпіонат | Чемпіонат | Національний кубок | Національний кубок | Національний кубок | Континентальні кубки | Континентальні кубки | Континентальні кубки | Інші змагання | Інші змагання | Інші змагання | Усього | Усього |
| Сезон              | Команда            | Ліга               | Ігор      | Голів     | Ліга               | Ігор               | Голів              | Ліга                 | Ігор                 | Голів                | Ліга          | Ігор          | Голів         | Ігор   | Голів  |
| ------------------ | ------------------ | ------------------ | --------- | --------- | ------------------ | ------------------ | ------------------ | -------------------- | -------------------- | -------------------- | ------------- | ------------- | ------------- | ------ | ------ |
| 2017–18            | «Вільярреал С»     | ТД                 | 32        | 3         |                    | -                  | -                  |                      | -                    | -                    |               | -             | -             | 32     | 3      |
| серп.2018          | «Вільярреал»       | ПД                 | 0         | 0         | КІ                 | 1                  | 0                  |                      | -                    | -                    |               | -             | -             | 1      | 0      |
| 2018–19            | «Вільярреал Б»     | СДБ                | 35        | 0         |                    | -                  | -                  |                      | -                    | -                    |               | -             | -             | 35     | 0      |
| 2019–20            | «Вільярреал Б»     | СДБ                | 27        | 0         |                    | -                  | -                  |                      | -                    | -                    |               | -             | -             | 27     | 0      |
| 2020–21            | «Мірандес»         | СД                 | 33        | 4         | КІ                 | 0                  | 0                  |                      | -                    | -                    |               | -             | -             | 33     | 4      |
| 2021-січ.2022      | «Алавес»           | ПД                 | 6         | 0         | КІ                 | 2                  | 0                  |                      | -                    | -                    |               | -             | -             | 8      | 0      |
| січ.-черв.2022     | «Жирона»           | СД                 | 19        | 0         | КІ                 | 0                  | 0                  |                      | -                    | -                    |               | -             | -             | 19     | 0      |
| 2022–23            | «Жирона»           | ПД                 | 24        | 3         | КІ                 | 2                  | 0                  |                      | -                    | -                    |               | -             | -             | 26     | 3      |
| 2023–24            | «Жирона»           | ПД                 | 18        | 4         | КІ                 | 1                  | 0                  |                      | -                    | -                    |               | -             | -             | 19     | 4      |
| Усього за «Жирону» | Усього за «Жирону» | Усього за «Жирону» | 61        | 7         |                    | 3                  | 0                  |                      | 0                    | 0                    |               | 0             | 0             | 64     | 7      |
| Усього за кар'єру  | Усього за кар'єру  | Усього за кар'єру  | 194       | 14        |                    | 6                  | 0                  |                      | 0                    | 0                    |               | 0             | 0             | 200    | 14     |